# Lucretia Marchbanks

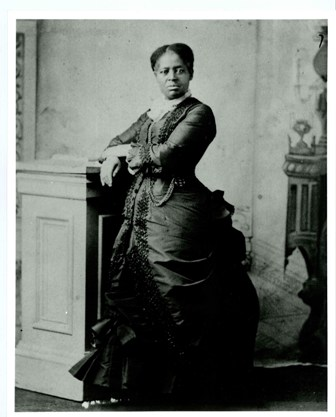
Lucretia Marchbanks (1881)

Lucretia Marchbanks, genannt Aunt Lou (* 25. März 1832 in der Nähe von Turkey Creek, Putnam County, Tennessee; † 22. November 1911 in Beulah, Wyoming) war eine US-amerikanische Sklavin, Köchin und Hotelbetreiberin. Sie gilt als eine der ersten schwarzen Frauen in den Black Hills von South Dakota.

## Leben
Lucretia Marchbanks wurde am 25. März 1832 als ältestes von elf Kindern in Putnam County, Tennessee, geboren. Ihr Vater Edmund, der uneheliche Sohn einer Sklavin und ihrem Besitzer, war der Halbbruder von Lucretias Besitzer Martin Marchbanks. Vor Beginn des Bürgerkriegs konnte sich ihr Vater seine Freiheit für 700 Dollar erkaufen.
Im Alter von 17 Jahren wurde Marchbanks, die nie eine Schule besuchte, das Eigentum ihrer Cousine, der jüngsten Tochter von Martin Marchbanks. Zusammen mit ihrem Bruder William kam sie mit ihrer neuen Besitzerin nach Siskiyou County in Kalifornien. Dort wuchs Marchbanks auf deren Plantage auf und wurde in Kochen und Hauswirtschaft ausgebildet. Auch kümmerte sie sich um die Familie und half ihrem Bruder bei einem Viehzuchtunternehmen. Später kehrte sie mit ihrer Besitzerin in ihr Elternhaus nach Tennessee zurück.
Nach ihrer Befreiung durch die Emanzipationsproklamation 1865 blieb Marchbanks zunächst bei der Familie. 1870 reiste sie nach Colorado, wo sie in den Goldgräberlagern arbeitete. Dort lebten auch ihre beiden Brüder Finley und Burr sowie ihre Schwester Martha Ann, genannt Mattie. 
Später kehrte sie in ihre Heimat Tennessee zurück, bevor sie von Berichten über Goldvorkommen in den Black Hills im Dakota-Territorium hörte.
Marchbanks kam am 1. Juni 1876 in Deadwood an. Bald darauf bekam sie eine Stelle als Köchin im Grand Central Hotel von Carl Wagner in der Nähe des Bergbaucamps Golden Gate. Hier sprachen sich ihre Kochkünste bald herum und das Hotel war innerhalb kürzester Zeit für das hervorragende Essen in seinem Restaurant und Marchbanks als „Aunt Lou“ bekannt. Das konkurrierende Overland Hotel warb damit, dass seine Küche „von einem sauberen, ordentlichen und intelligenten Weißen geleitet wird“. Die rassistisch motivierte Kampagne schlug offenbar fehl und der Name des Overland-Kochs ist, anders als der von Marchbanks, heute vergessen.
Mitte September 1876 bezogen General George Crook und sein Stab, die gerade vom Feldzug zurückkamen, Quartier im Grand Central, „dem einzigen erstklassigen Hotel in Deadwood City“. Crooks Adjutant, John Gregory Bourke, bemerkte, dass das Hotel zwar billig, die Unterkunft aber „entschieden besser war, als man es in einer solchen Gemeinde erwarten durfte“. Marchbanks wurde bald eine bessere Stelle im bekannten Golden Gate Hotel angeboten. In diesen Jahren wurde sie in den Lagern für ihre Zauberkünste in der Küche und für ihren edlen Charakter bekannt. Sie verfolgte angeblich „die Grundsätze des richtigen Lebens – Fleiß, Sparsamkeit, Ehrlichkeit und Menschenliebe“.
Ihr Ruhm vergrößerte sich nach einem Spendenwettbewerb für den Bau einer Kongregationskirche am 15. August 1879, auf dem ein Diamantring verlost wurde, der an die beliebteste Frau in den Black Hills ging. Über 1300 Stimmen zu je 50 Cent wurden abgegeben. Bergarbeiter und Minenbeamte stimmten gleichermaßen für Aunt Lou, die mit 652 Stimmen deutlich siegte und den begehrten Preis schließlich gewann.
Einen Monat später wurde sie für 40 Dollar im Monat als Köchin im DeSmet Boarding House der DeSmet Mine in Deadwood angestellt. Als der Aufseher des Bergwerks im Mai 1880 zurücktrat, wurde der unbeliebte Vorarbeiter zu seinem Nachfolger befördert. Daraufhin traten Aunt Lou sowie einige weitere Mitarbeiter in wichtigen Positionen massenhaft aus der Mine aus. Der neue Aufseher hielt sich nicht lange und nach seinem Weggang kehrte Marchbanks auf die DeSmet zurück. Im darauffolgenden Januar vollbrachte sie eine besondere Leistung, indem sie in der „DeSmet-Villa“ einhundert Personen verköstigte. Es handelte sich um ein Essen anlässlich der Verabschiedung eines anderen Aufsehers und um „eine der schönsten Versammlungen, die je in den Hills stattgefunden haben.“ Sie setzte ihr verdientes Geld ein, um die geschäftlichen Unternehmungen anderer afroamerikanischer Einwohner in den Black Hills zu finanzieren.
Über das Privatleben von Marchbanks ist wenig bekannt. Am 25. Juli 1881 nahm sie zusammen mit der Frau des Minenleiters Harry Gregg, zwei Kindern und zwei weiteren Frauen an einem Bergpicknick teil. Beim Beerensammeln verirrten sie sich und verbrachten fast die ganze Nacht im Wald, da „eine Schar von Freunden über die Hügel lief und nach ihnen suchte“. Im selben Monat erhielt Marchbanks ein Telegramm, in dem ihr mitgeteilt wurde, dass einer ihrer Brüder in Leadville, Colorado, im Sterben lag. Sie nahm die nächste Kutsche nach Sidney, Nebraska, wo sie ihre Reise mit dem Zug fortsetzte. Sie kam schließlich „gerade rechtzeitig, um seine Augen zu schließen und noch einmal seinen warmen Atem auf ihren Wangen zu spüren, bevor er seinen letzten Atemzug tat.“ Sie blieb fast einen Monat lang in Colorado, möglicherweise um weitere Verwandte zu besuchen, ehe sie am 13. September wieder in Deadwood willkommen geheißen wurde.
Jedoch war Aunt Lou mehr als nur eine freundliche Person mit großen Kochkünsten, sie war auch eine durchsetzungsfähige Frau, die sich von niemandem einschüchtern ließ. Im August 1876 betrat ein Mexikaner das Restaurant im Grand Central und prahlte damit, einen Indianer getötet zu haben. Er ließ wissen, dass er nicht davor zurückschreckt, noch jemanden töten zu wollen. Daraufhin stellte ihn Marchbanks mit einem großen Messer zur Rede und der Mann flüchtete.
Ihre Kochkünste wurden so bekannt, dass ein New Yorker Zeitungsredakteur fragte: „Wer ist Aunt Lou?“ Darauf antwortete die Black Hills Daily Times in einem Kommentar mit der Überschrift We'll Tell You Who She Is:
„Aunt Lou is an old and highly respected colored lady who has had charge of the superintendent’s establishment of the DeSmet mine as housekeeper, cook and the superintendent of all the superintendents who have ever been employed on the mine. Her accomplishments as a culinary artist are beyond all praise. She rules the ranch where she presides with autocratic power by divine right, brooking no cavil or presumptuous interference. The superintendent may be a big man in the mine or mill, but the moment he sets foot within her realm he is but a meek and ordinary mortal. Aunt Lou is believed to be the first lady of color who set foot in the Hills. Her check is good at the banks for all she may sign for, and no one stands higher in the community than the sable lady of the DeSmet.“(„Aunt Lou ist eine alte und hoch angesehene farbige Dame, die als Haushälterin und Köchin für den Betrieb des Aufsehers der DeSmet-Mine verantwortlich war und als Aufseherin für alle Aufseher, die jemals in der Mine beschäftigt waren. Ihre Leistungen als kulinarische Künstlerin sind über jeden Zweifel erhaben. Sie herrscht mit göttlichem Recht über die Ranch, wo sie mit autokratischer Macht regiert und keine Widerrede oder anmaßende Einmischung duldet. Der Aufseher mag in der Mine oder der Mühle ein großer Mann sein, aber sobald er einen Fuß in ihr Reich setzt, ist er nur noch ein sanftmütiger und gewöhnlicher Sterblicher. Man glaubt, dass Aunt Lou die erste farbige Frau war, die einen Fuß in die Hills setzte. Ihr Scheck gilt bei den Banken für alles, wofür sie unterschreiben kann, und niemand steht in der Gemeinde höher als die zobelhaarige Dame vom DeSmet.“)
Nachdem sie die meiste Zeit für andere gearbeitet hatte, eröffnete Aunt Lou 1883 mit dem ersparten Geld ihr eigenes Hotel, das Rustic Hotel in Sawpit Gulch in der Nähe des Bergbaulagers von Central City in den Black Hills. Die Black Hills Daily Times berichtete, dass „Aunt Lou, Relikt von Father DeSmet, (…) ihre Verbindung mit [dem Bergwerk] gelöst und eine private Pension in Sawpit Gulch [in der Nähe von Central City] eröffnet hat, [und] es geht ihr gut und sie sieht zwanzig Jahre jünger aus.“ Innerhalb weniger Tage wurde das Hotel „von Kunden überrannt“ und ein Zeitungsreporter sagte voraus, dass dies wahrscheinlich so bleiben würde, „solange sie solche Abendessen anbietet, wie wir sie genossen haben“.
In früheren Jahren hatte Marchbanks hart für ein Gehalt gearbeitet. Jetzt arbeitete sie noch härter für sich selbst. Sie nahm jedoch nicht von jedem Geld an und war nicht abgeneigt, unzufriedene Kunden abzuweisen. Ein Untermieter erzählte, dass sie einen Bewerber für eine Unterkunft im Rustic untersuchte und, wenn er ihr nicht gefiel, sagte: „Mein lieber Junge, du solltest besser woanders unterkommen.“ Sie konnte sogar noch härter sein. Einmal nahm sie einen mittellosen 14-Jährigen auf, behielt ihn zwei Monate lang bei sich und nannte ihn liebevoll „ihren Jungen“. Als er zehn Dollar an einen Mann verlieh, der die Schulden nicht zurückzahlen wollte, warf sie den Jungen mit den Worten hinaus, sie würde ihn versohlen, wenn er nicht ginge.
Marchbanks erwarb im Juni 1885 eine Ranch in der Nähe von Rocky Ford, Wyoming westlich der Black Hills. Dort widmete sie sich der Pferde- und Viehzucht mit Hilfe eines Mannes namens Moses W. Bagley, genannt George, der bis zu ihrem Tod für sie tätig war, anscheinend aber nicht von ihr bezahlt wurde. Nach Marchbanks’ Tod reichte Bagley Klage gegen ihren Nachlass ein, in der er angab, er habe 25 Jahre lang ohne Bezahlung für sie gearbeitet. Er erhielt 450 Dollar aus dem Nachlass und den Erträgen der Ernte von 1912. Warum er so viele Jahre ohne Entlohnung gearbeitet hat, ist nicht bekannt.
Im gleichen Monat kehrte Marchbanks nach einem Besuch auf der Ranch nach Central City zurück, wo sie noch immer ihren Hauptwohnsitz hatte, als sie in einen Unfall mit einem Einspänner verwickelt wurde. Sie wurde gewaltsam aus dem Fahrzeug geschleudert und brach sich den linken Arm. Wenige Wochen später berichtete die Zeitung in Deadwood: „Sie hat sich so weit erholt, dass sie wieder ihren Geschäften nachgehen kann, aber sie hat nur einen Arm, den sie benutzen kann.“
Im Herbst 1885 führte sie einige Umbauarbeiten am Hotel durch, bevor sie es schließlich verkaufte.
1886 besaß sie bereits eine kleine Herde von 49 Rindern im Wert von 784 Dollar. Im darauffolgenden Oktober zahlte sie die restlichen 500 Dollar und schloss damit den Kauf ihrer Ranch ab.
Im Jahr 1887 gab Marchbanks ihren Wohnsitz in Central City auf und zog schließlich auf die Ranch, die zu dieser Zeit aus einem Fachwerkhaus und 60 Acres Land mit Zugang zu Teilen des offenen Weidelandes bestand. Der Wert ihres Grundbesitzes wurde mit 750 Dollar beziffert. Später vergrößerte Marchbanks durch Kauf und unter Ausnutzung des Homestead Act ihre Ranch und beanspruchte weitere 80 Acres, so dass ihr insgesamt 240 Acres zugesprochen wurden.
Obwohl Marchbanks sich aus dem Hotel- und Gaststättengewerbe zurückgezogen hatte, wird in einer Quelle fälschlicherweise behauptet, dass sie in Rocky Ford eine Raststätte betrieb. Diese Behauptung ist wahrscheinlich auf ihren Ruf als Köchin in Pensionen der Goldgräberviertel zurückzuführen sowie auf die Tatsache, dass ihre Ranch etwa eine Meile östlich des Beulah-Sundance-Trails in der Nähe der zweistöckigen Raststätte Rocky Ford Inn lag. Dennoch stand sie in diesen Jahren gelegentlich wieder hinter dem Herd, entweder als Gefallen für Freunde oder um ihr Einkommen aufzubessern. Sie kochte ab und zu in einem Café in Beulah, Wyoming, und im Guidinger’s Hotel in derselben Stadt, wo Mahlzeiten fünfzig Cent pro Teller kosteten.
Marchbanks war bei vielen örtlichen Familien sehr beliebt und spielte in den nächsten zwei Jahrzehnten eine wichtige Rolle in deren Leben. Es waren Familien, die von verschiedenen Orten kamen, um sich auf Gehöften niederzulassen und stabile Gemeinschaften aufzubauen, in denen sie ihre Kinder großziehen konnten. Eine Sippe, die weit von ihren Verwandten entfernt war, betrachtete Marchbanks im Grunde als eine ihrer Familienoberhäupter. Für ihre Nachbarn diente sie oft als Hebamme und brachte für viele Familien Babys zur Welt. Mindestens ein weißes Kind, Annie Lucretia Smith, wurde nach ihr benannt. Sie alle verließen sich auf Marchbanks, die immer zur Stelle zu sein schien, wenn jemand krank war.
Lucretia „Aunt Lou“ Marchbanks starb am 22. November 1911 mit 79 Jahren und ist auf dem Beulah Cemetery begraben.

## Film und Fernsehen
- In der Fernsehserie Deadwood wird Marchbanks von Cleo King dargestellt.